# Crossandra vestita
Crossandra vestita är en akantusväxtart som beskrevs av Raymond Benoist. Crossandra vestita ingår i släktet Crossandra och familjen akantusväxter. Inga underarter finns listade i Catalogue of Life.